# Costa Granadina
Costa Granadina är en kust i Spanien.   Den ligger i provinsen Provincia de Granada, i den södra delen av landet, 400 km söder om huvudstaden Madrid. Arean är 787 kvadratkilometer.